# Aeroporto di Bagram
L'aeroporto di Bagram era un aeroporto militare USA situato nell'antica città di Bagram, a sudest di Charikar nel Parvan, in Afghanistan.
La base aerea era una main operating base, con tre grandi hangar, una torre di controllo e numerosi edifici di supporto. Ci sono più di 13.000 metri quadrati di pista di lancio. Molti edifici di supporto e alloggiamenti della base costruiti dai sovietici sono stati distrutti da anni di lotta fra le varie fazioni in guerra in Afghanistan.
Il 1 Maggio 2021, in seguito all’accordo di Doha siglato dall’amministrazione Trump, sono iniziate le operazioni di smobilitazione del contingente americano. A inizio luglio la base è stata completamente evacuata dal giorno alla notte senza nemmeno avvisare il generale afghano Mir Asadullah Kohistani, che aveva il comando della base.

## Centro di detenzione di Bagram
Il centro di detenzione nella base di Bagram denominato "Punto di raccolta di Bagram" o Bcp è stato fortemente criticato per gli abusi sui prigionieri talebani catturati durante la guerra in Afghanistan. Nel 2005 il New York Times rivelò che due detenuti erano stati picchiati a morte da guardie, e Amnesty International ha usato il termine "tortura" per descrivere il trattamento nel centro di detenzione.
I prigionieri sono detenuti in una fatiscente ex fabbrica sovietica con il tetto in lamiera e il pavimento di cemento, l'edificio viene dotato di cinque grandi recinti di rete metallica e diverse celle di isolamento di compensato, vengono incarcerati fino a 250 afgani per volta. Nel gennaio 2008 sono detenuti 630 prigionieri, alcuni dei quali da cinque anni.
L'11 dicembre 2014 viene annunciato la chiusura del Bcp e che non vi sono più prigionieri all'interno.

## Incidenti
Il 29 aprile 2013 il volo National Airlines 102, un Boeing 747 cargo della National Airlines, diretto a Dubai, si è schiantato al suolo per un problema di carico subito dopo il decollo, uccidendo all'istante i sette membri dell'equipaggio, tutti americani.
È da questa base che è partita l'operazione dei Navy SEAL  che ha portato alla morte di Osama bin Laden ed alla trafugazione del suo cadavere in territorio pakistano.